# 米川八幡神社
米川八幡神社（よねかわはちまんじんじゃ）は、宮城県登米市にある神社。旧社格、村社。

## 沿革
第70代 後冷泉院の御宇康平5年（1062年）、平安）11月15日源頼義公、義家公により現在の登米市東和町米川に八幡宮、八幡山大誓寺と共に創建。
祭日を石清水に準じて8月15日と定め、神楽、流鏑馬を行い永世かわることなく、別当宮内卿亡卒の後二十余年退転して社頭亦荒廃したが建長元年理性坊林光別当職を請け社殿を修営。
其の後永禄7年9月、狼河原城主（鳩岡城）葛西民部少輔殿、子息「孫太郎」が再興、同15日鎮座式を執行。（別当南光坊兼綱代）
八幡宮東側に位置する若草山へは寛政10年（1798年）、正一位若草稲荷大明神（天延3年（975年）が創建され祭神宇迦之御魂神を祀る）、後に再建され八幡宮の末社として天倉山に鎮座する。
1875年（明治8年）6月、村社列格。1907年（明治40年）3月、供進社に指定され、翌年12月に鱒淵三嶋神社、諏訪山大慈寺諏訪神社を合祀。

## 祭神
本殿に、誉田別命こと応神天皇、菅原道真公、建御名方命、大山祇神、雅産霊神、牛頭天王が祀られている。
境内社には、山神社（祭神、木花咲耶姫命）、若木神社（祭神、大日霊貴尊、祭神、大巳貴命）が鎮座する。
末社の若草稲荷神社の本殿に夫婦稲荷大明神、延命地蔵が祀られている。
境内社には愛宕神社（祭神、迦具土神）、古峯神社（祭神、小碓尊 （日本武尊）
金烏神社（祭神、大日霊貴尊）分祀され鎮座する。
失明した青年教師（首藤清喜氏）が霊夢により参拝し、ついに開眼した奇跡は当時「壺坂霊験記」といわれ内田叶夢監督のもと映画「黎明の郷」として全国的に有名となり、手記「開明坂」も出版され全国の人々に感動を与えたとされる。
青年教師が生徒と共に目を洗ったという霊泉は、霊明水「霊明の井戸」と呼ばれ表参道・開明坂の途中にある。

## 有形、無形文化財
- 綱木之里大名行列 - 1971年（昭和46年）10月8日
- 太郎坊・次郎坊杉 - 1986年（昭和61年）5月26日
- 八幡神社 - 2005年（平成17年）3月15日

東和町 （後に登米市）の有形無形文化財となる。
拝殿内には、嘉永5年（1852年）に奉納された一枚一枚と同じ絵柄のない「花天井」をはじめ、八幡山大誓寺の名残りである護摩堂、御神木の「太郎坊・次郎坊杉」がある。（別名：夫婦杉）

## 祭事
毎年9月（第3日曜日）
「四社大祭神輿渡御・綱木之里大名行列」
明治より合祀した鱒淵三嶋神社、諏訪山大慈寺諏訪神社を合わせた四社の大祭。
綱木之里大名行列は永禄7年（1564年）に､狼河原城主（鳩岡城）の葛西民部、少輔の子息、孫太郎が八幡神社を再建した時から始まり、1971年（昭和46年）10月8日に東和町の無形文化財となり綱木之里大名行列保存会により450年以上もの間、伝承されている。